# Metopelloides brazhnikovi
Metopelloides brazhnikovi är en kräftdjursart. Metopelloides brazhnikovi ingår i släktet Metopelloides och familjen Stenothoidae. Inga underarter finns listade i Catalogue of Life.